# Ueda Akinari
Ueda Akinari (上田 秋成; Hepburn: Ueda Akinari; Oszaka, 1734. július 25. – Kiotó, 1809. augusztus 8.) japán tudós, költő és prózaíró.

## Élete
Az oszakai örömnegyed kurtizánjának gyermekeként született, háromévesen fogadta örökbe egy Ueda nevű volt szamuráj, aki olaj- és papírkereskedéssel foglalkozott. A gyerekkori himlőből a család szerint csoda folytán gyógyult ki, miután nevelőapja felkereste a kasimai Inari-szentélyt, a keze azonban kacska maradt, ezért is választotta később a Szensi Kidzsin (’Ollókezű Különc’) álnevet. Tudásvágya már korán megnyilvánult, magániskolába járt, a klasszikusokat tanulmányozta, haiku-összejöveteleken szerepelt. 1761-ben, nevelőapja halála után átvette a családi üzlet irányítását, 1771-ben azonban házuk is, üzlethelyiségük is leégett, ekkor orvosnak tanult, és 1776-ban 11 évig tartó praxisba kezdett. Mindeközben tanított, szerkesztett, kommentárokat írt kedvenc klasszikus (kínai és japán) szerzőihez. Felesége halála (1798) után időlegesen megvakult, s noha egyik szemére visszanyerte látását, attól fogva diktálnia kellett műveit. 75 évesen halt meg Kiotóban.

## Prózai művei
Két korai kötete, a Sodó kikimimi szekenzaru (’A művészetismerő nagyvilági majom’, 1766) és a Szeken tekake katagi (’Vázlatok félvilági nőkről’, 1767) az Ihara Szaikaku által megteremtett ukijo-zósi (a ’lebegő világ irodalma’) műfaját képviseli. Eső és hold meséi (Ugecu monogatari, 1776) című kötete azonnal a japán irodalom élvonalába emelte. Történelmi személyek, helyek és események megidézésével, a kínai klasszikusok és a néphagyomány felhasználásával elegáns nyelvezetű, hátborzongatóan szép prózavilágot teremtett. Az embereket megszálló szellemek, illetve híres régieknek a szereplők előtt megjelenő szellemei talán azért tengenek túl benne, mert csodás gyermekkori felgyógyulását a sintó szentély Inari istenének köszönte, akinek alakja szorosan összefonódik a rókaszellemekkel. Az Ugecu monogatari a jomihon (’olvasókönyv’) műfajba sorolható. Kései szépprózai műve a Haruszame monogatari (’Tavaszi esők meséi’, 1808), ebből filozófiai és erkölcsi nézetei tisztán kikövetkeztethetők.

## Költészet és tudomány
1774-ben esszét írt a haikukban alkalmazott partikulákról, és közel került Josza Buszon köréhez. Amikor 1793-ban Kiotóba költözött, vakákat kezdett írni. Fennmaradt 2454 verse alapján kora legjobb vakaköltői közé sorolják.
A nemzeti kötődésű filológia, a kokugaku virágkorában is megőrizte önálló egyéniségét: híres incidens volt, amikor hajba kapott a nagy filológussal és Gendzsi-kutatóval, Motoori Norinagával, megvédve a maga racionalista álláspontját az etnocentrikusnak tekintett Norinagával szemben.

## Magyarul
- Eső és hold meséi; ford., utószó Hani Kjóko, Holti Mária; Európa, Bp., 1964